# فرانز جوزيف فون شتاين
فرانز جوزيف فون شتاين (بالألمانية: Franz Joseph von Stein)‏ هو كاهن كاثوليكي ألماني، ولد في 4 أبريل 1832 في آمورباخ في ألمانيا، وتوفي في 4 مايو 1909 في ميونخ في ألمانيا.